# Harriet Knowles
Harriet Knowles, född okänt år, död efter 1859, var en australiensisk skådespelare och sångerska, aktiv 1826-1859. Hon var den första professionella kvinnliga scenartisten i Australien. Hon är känd under en rad olika namn. 
Hon anlände till Australien år 1825, och var från följande år aktiv som sångerska vid offentliga konserter i Sydney. Hon spelade den kvinnliga huvudrollen som Susan i Douglas Jerrolds Black Eyed Susan på invigningsföreställningen av Australiens första teater, Barnett Leveys Theatre Royal, Sydney på Royal Hotel den 26 december 1832. Hon tillhörde Australiens första generation av skådespelare. 